# 公立春日井小牧看護専門学校
公立 春日井小牧看護専門学校（こうりつ かすがいこまきかんごせんもんがっこう）は、愛知県春日井市にある3年制の看護学科を持つ組合立看護専門学校。多くの卒業生が、春日井市民病院や小牧市民病院に看護師として勤務している。通称「かすこま」。

## 概要
春日井市と小牧市の両市が、市内にあるそれぞれの市民病院への看護師の確保を目的として共同で設置した。管理運営のために一部事務組合である春日井小牧看護専門学校管理組合（かすがいこまきかんごせんもんがっこうかんりくみあい）を組織しており、学校の役職者は「管理者が春日井市長、副管理者が小牧市長」と言った具合に、それぞれの市の代表者が半分ずつ兼務している。開校は1989年4月。

## 教育理念
本校は、人間愛を基盤とし、人としての尊厳と生命を守ることができる人材の育成を目指す。
「基本なくして応用なし」の考え方をもとに科学的思考を育み、保健・医療・福祉の分野で地域社会に貢献できる看護実践者の育成を目指す。

## 教育目的
看護に必要な基本的な知識・技術及び豊かな人間性を養い、社会のニーズに対応できる看護実践者を育成する。

## 入学者受入れの方針(アドミッション・ポリシー）
教育理念として「人間愛を基盤として人としての尊厳と生命を守り、病苦から人を救い、健康の保持・増進に寄与し、地域社会に貢献できる看護の実践者を育成すること」、教育目的として、「『基本なくして応用なし』の考え方のもとに、看護に必要な基礎的知識、技術、態度を育成し、豊かな人間性と社会のニーズに対応できる基礎的能力を培うこと」を揚げています。そのために、次のような学生を求めています。
- 看護師として地域社会に貢献したいという明確な意思を持っている人
- 人と関わることが好きで、相手の気持ちをわかろうとする人
- 他者の話を聴き、自分の考えを伝えることができる人
- 自己の生活を整え、心身の健康管理ができる人
- 自ら意欲的に学習し、物事に誠実に取り組むことができる人

推薦・社会人入学試験、一般入学試験を通じて、多様な人材を受け入れることを目指しています。

## 教育目標(ディプロマ・ポリシー)
- 生命や人権を尊び、倫理観に基づいて判断し、行動するための基礎的能力が身につく。
- 人間を統合された存在として幅広く理解し、対象に寄り添うことができる。
- 科学的根拠に基づき、対象に応じた看護が実践できる。
- 看護の機能と役割を理解し、保健医療福祉チームの一員として、多職種と協働するための基礎的能力が身につく。
- 向上心を持ち、主体的に学習する態度が身につく。
- 視野を広げ、社会の変化に対応しようとする姿勢が身につく。

## 沿革
- 1988年4月 - 愛知県知事より春日井小牧看護専門学校管理組合の設立許可を受ける。
- 1989年2月 - 厚生大臣より看護婦養成所指定を受ける。
- 1989年3月 - 愛知県教育委員会より専修学校認可を受ける。
- 1989年4月 - 開校。
- 1995年1月 - 専門士称号付与校の指定校となる。
- 2015年1月 - 教育訓練給付金の専門実践教育訓練の教育訓練施設となる。
- 2019年9月 - 高等教育の修学支援新制度の対象校となる。

## 学校長
- 校長：谷口 健次（2022年現在）

## 学部・学科
看護学科（3年）
定員1学年40名（1クラス）

## 取得できる資格・免許状
- 看護師国家試験の受験資格
- 保健師・助産師・養護教諭養成学校の受験資格
- 大学の編入試験受験資格
- 専門士（医療専門課程）の称号

## 国家試験合格率
| 年度   | 新卒合格者（名） | 本校合格率（％） | 新卒者全国合格率（％） |
| 平成28 | 38               | 100              | 94.3                   |
| 平成29 | 29               | 93.5             | 96.3                   |
| 平成30 | 39               | 100              | 94.7                   |
| 令和元 | 38               | 100              | 94.7                   |
| 令和2  | 32               | 100              | 95.4                   |
| 令和3  | 36               | 100              | 96.5                   |

## 卒業後の就職状況
| 年度   | 春日井市民病院 | 小牧市民病院 | 他の県内の病院 | 県外の病院 | 進学・その他 |
| 平成28 | 10             | 21           | 5              | 1          | 1            |
| 平成29 | 21             | 7            | 1              | 0          | 2            |
| 平成30 | 14             | 16           | 7              | 1          | 1            |
| 令和元 | 13             | 16           | 8              | 1          | 0            |
| 令和2  | 13             | 12           | 4              | 2          | 1            |
| 令和3  | 15             | 8            | 11             | 1          | 1            |

## 主な実習先
- 小牧市民病院
- 春日井市民病院
- 独立行政法人 国立病院機構 東尾張病院
- 医療法人北林会 北林病院

## 費用
- 授業料　年間12万円（月1万円）

下記表はR4年度入学生から
| 入学金                       | 50,000円    | 入学前                    |
| 授業料                       | 120,000円   | 年額(年2期に均等分割納入) |
| 教科書代                     | 約170,000円 | 3年間総額                 |
| 実習衣代                     | 約45,000円  | 入学時                    |
| 研修旅行負担金               | 約35,000円  |                           |
| 損害保険料                   | 約15,000円  | 3年間総額                 |
| HBワクチン・ウイルス検査費等 | 約40,000円  | 3年間総額                 |

- 令和4年度入学生から電子テキスト（デジタル教科書）を使用しており、別途、タブレット端末を用意する必要がある。
- 愛知県内で2番目に授業料が安いといわれている。なお、1番は愛知県立総合看護専門学校といわれている。
- 令和元年度までは、海外（主にシンガポール）へ研修旅行を行っていたが、令和2〜4年度は、新型コロナウイルス感染症の影響で中止した。令和5年度以降は、海外研修は実施しない。

## 入試方法
一般入学試験（下記入試方法を含めて40人）　
- 学科試験 ・国語「国語総合（古文、漢文を除く。）」 ・数学「数学I・数学A」 ・英語「コミュニケーション英語I・II」
- 面接

社会人入学試験（若干名）
- 小論文
- 一般教養
- 面接

指定校推薦入学試験（若干名）
- 小論文
- 面接

## 入学試験実施状況

### 一般入学試験
| 年度   | 受験者（名） | 合格者（名） | 入学者（名） | 受験倍率（倍） |
| 平成28 | 227          | 64           | 30           | 3.5            |
| 平成29 | 200          | 62           | 27           | 3.2            |
| 平成30 | 209          | 66           | 29           | 3.2            |
| 平成31 | 162          | 61           | 29           | 2.7            |
| 令和2  | 161          | 66           | 30           | 2.4            |
| 令和3  | 157          | 78           | 32           | 2.1            |
| 令和4  | 166          | 73           | 28           | 2.3            |

### 推薦入学試験（指定校制）
| 年度   | 受験者（名） | 合格者（名） | 入学者（名） | 受験倍率（倍） |
| 平成28 | 9            | 9            | 9            | 1.0            |
| 平成29 | 9            | 9            | 9            | 1.0            |
| 平成30 | 8            | 8            | 8            | 1.0            |
| 平成31 | 8            | 8            | 8            | 1.0            |
| 令和2  | 8            | 8            | 8            | 1.0            |
| 令和3  | 7            | 7            | 7            | 1.0            |
| 令和4  | 8            | 8            | 8            | 1.0            |

### 社会人入学試験
| 年度   | 受験者（名） | 合格者（名） | 入学者（名） | 受験倍率（倍） |
| 平成28 | 50           | 4            | 3            | 12.5           |
| 平成29 | 42           | 4            | 4            | 10.5           |
| 平成30 | 27           | 3            | 3            | 9.0            |
| 平成31 | 32           | 3            | 3            | 10.7           |
| 令和2  | 19           | 2            | 2            | 9.5            |
| 令和3  | 28           | 2            | 1            | 14.0           |
| 令和4  | 31           | 4            | 4            | 7.8            |

## 所在地
- 愛知県春日井市八田町二丁目38番地1

## 交通手段
- 名鉄バス「八田町二丁目」停留所または「上八田」停留所下車、徒歩で約2分。
- 最寄り駅：JR中央本線 春日井駅
- JR春日井駅から自転車通学する学生が多い。

## 周辺
- 春日井警察署
- 愛知県営名古屋空港

## 公式サイト
- 公立春日井小牧看護専門学校